# 45년 후
《45년 후》(영어: 45 Years)는 2015년 공개된 영국의 로맨틱 드라마 영화로, 데이비드 콘스턴틴의 단편 소설 In Another Country를 원작으로 한다.

## 출연
- 샬럿 램플링 : 케이트 머서 역
- 톰 코트니 : 제프 머서 역
- 돌리 웰스 : 샐리 역
- 제라르딘 제임스 : 레나 역
- 리처드 커닝햄 : 왓킨스 역
- 샘 알렉산더 : 크리스 역
- 데이빗 시블리 : 조지 역
- 한나 찰머 : 여행사 직원 역
- 맥스 루드독